# Braulio Rodríguez Plaza
Braulio Rodríguez Plaza (Aldea del Fresno, 27 gennaio 1944) è un arcivescovo cattolico spagnolo, dal 27 dicembre 2019 arcivescovo emerito di Toledo.

## Biografia
Monsignor Braulio Rodríguez Plaza è nato ad Aldea del Fresno il 27 gennaio 1944.

### Formazione e ministero sacerdotale
Ha studiato scienze umanistiche, teologia e filosofia presso il seminario minore e il seminario conciliare di Madrid. Nel 1973 ha conseguito la laurea in teologia biblica presso la Pontificia Università Comillas. Dal 1979 al 1981 ha studiato teologia biblica all'École biblique et archéologique française di Gerusalemme e nel 1990 ha conseguito il dottorato in teologia biblica presso la Facoltà di teologia del nord della Spagna con sede a Burgos con una tesi intitolata "Il processo di Gesù prima del Sinedrio e della catechesi paleocristiana".
Il 3 aprile 1972 è stato ordinato presbitero per l'arcidiocesi di Madrid dal cardinale Vicente Enrique y Tarancón. In seguito è stato parroco di due parrocchia a Cubas de la Sagra, vicario parrocchiale della parrocchia di San Miguel de Carabanchel, parroco della parrocchia di San Fulgencio, una grande parrocchia di Madrid, e cappellano dell'eremo di San Isidoro. Dal 1984 al 1987 ha fatto parte dell'équipe di formatori del seminario maggiore di Madrid.

### Ministero episcopale
Il 13 novembre 1987 papa Giovanni Paolo II lo ha nominato vescovo di Osma-Soria. Ha ricevuto l'ordinazione episcopale il 20 dicembre successivo dall'arcivescovo Mario Tagliaferri, nunzio apostolico in Spagna, coconsacranti il cardinale Ángel Suquía Goicoechea, arcivescovo metropolita di Madrid, e l'arcivescovo metropolita di Burgos Teodoro Cardenal Fernández.
Il 12 maggio 1995 papa Giovanni Paolo II lo ha nominato vescovo di Salamanca. Ha preso possesso della diocesi il 9 luglio successivo.
Il 28 agosto 2002 papa Giovanni Paolo II lo ha nominato arcivescovo metropolita di Valladolid. Ha preso possesso dell'arcidiocesi il 13 ottobre successivo. L'anno successivo, come è tradizione con l'arrivo di un nuovo arcivescovo, ha proclamato il sermone delle sette parole del Venerdì Santo nella Plaza Mayor e nel 2005 è stato predicatore della Settimana Santa.
Il 16 aprile 2009 papa Benedetto XVI lo ha nominato arcivescovo metropolita di Toledo e primate di Spagna. Ha preso possesso dell'arcidiocesi il 21 giugno successivo. Ha compiuto la visita pastorale di tutte le parrocchie che compongono l'arcidiocesi. Ha promosso l'applicazione di un piano pastorale diocesano nel periodo 2012-2021, con particolare attenzione all'evangelizzazione e alla famiglia, e l'apertura di varie scuole di proprietà diocesana.
Nel marzo del 2014 ha compiuto la visita ad limina.
In seno alla Conferenza episcopale spagnola è stato un membro delle commissioni episcopali per la liturgia dal 1987 al 1996 e dal 2005, per la dottrina della fede dal 1987 al 1990 e per l'apostolato dei laici dal 1990 al 1999 e ha presieduto la sottocommissione per la famiglia e la vita dal 1996 al 1999 e la commissione per l'apostolato dei laici dal 1999 al 2005. Per nomina della Conferenza episcopale è stato vice-cancelliere della Pontificia Università di Salamanca dal 1995 al 2005. Il 1º marzo del 2011 la 97ª assemblea plenaria lo ha eletto presidente della commissione episcopale per le missioni e la cooperazione della Chiesa e membro della commissione permanente. Ha terminato quest'ultimo incarico nel 2017.
Il 27 dicembre 2019 papa Francesco ha accettato la sua rinuncia al governo pastorale dell'arcidiocesi di Toledo per raggiunti limiti d'età; gli è succeduto Francisco Cerro Chaves, fino ad allora vescovo di Coria-Cáceres.

## Genealogia episcopale e successione apostolica
La genealogia episcopale è:
- Cardinale Scipione Rebiba
- Cardinale Giulio Antonio Santori
- Cardinale Girolamo Bernerio, O.P.
- Arcivescovo Galeazzo Sanvitale
- Cardinale Ludovico Ludovisi
- Cardinale Luigi Caetani
- Cardinale Ulderico Carpegna
- Cardinale Paluzzo Paluzzi Altieri degli Albertoni
- Papa Benedetto XIII
- Papa Benedetto XIV
- Papa Clemente XIII
- Cardinale Giovanni Francesco Albani
- Cardinale Carlo Rezzonico
- Cardinale Antonio Dugnani
- Arcivescovo Jean-Charles de Coucy
- Cardinale Gustave-Maximilien-Juste de Croÿ-Solre
- Vescovo Charles-Auguste-Marie-Joseph Forbin-Janson
- Cardinale François-Auguste-Ferdinand Donnet
- Vescovo Charles-Emile Freppel
- Cardinale Louis-Henri-Joseph Luçon
- Cardinale Charles-Henri-Joseph Binet
- Cardinale Maurice Feltin
- Cardinale Jean-Marie Villot
- Arcivescovo Mario Tagliaferri
- Arcivescovo Braulio Rodríguez Plaza

La successione apostolica è:
- Vescovo Ángel Fernández Collado (2013)